# Жермињи се Пре
Жермињи се Пре (фр. Germigny-des-Prés) је насељено место у Француској у региону Центар, у департману Лоаре.
По подацима из 2011. године у општини је живело 741 становника, а густина насељености је износила 75,77 становника/km².

## Демографија
| 1962. | 1968. | 1975. | 1982. | 1990. | 2011. |
| ----- | ----- | ----- | ----- | ----- | ----- |
| 410   | 368   | 371   | 398   | 457   | 741   |